# ブカ・テムル
ブカ・テムル（Buqa Temür, ?-1281年/1282年）は、チャガタイの孫ブリの孫で、モンゴル帝国の皇族。1272年/1273年から1281年/1282年にかけてチャガタイ・ウルス君主の座にあった。『集史』では主にبوقا تیمور (Būqā Tīmūr) と表記されるが、アラビア文字ではb（ب）とt（ت）が類似しているため、写本によってはトカ・テムル/توقا تیمور (Tūqā Tīmūr) とも表記される。

## 系譜
ブカ・テムルの出自と経歴について、ラシードゥッディーン編『集史』の記述は錯綜しており、互いに矛盾する記述が混在している。
『集史』の「初版系」写本はブカ・テムルをチャガタイの息子カダカイ・セチェンの息子とするが、「増補版」系写本はチャガタイの孫ブリの息子カダカイ・セチェンの息子とする。他の史料での記述や、『集史』の他の箇所で「バラクの従兄弟ブカ・テムル」と記されることなどから、ブリの息子カダカイ・セチェンの息子とするのが正しいと考えられている。

## 生涯
ブカ・テムルが活躍した頃のチャガタイ・ウルスはモンゴル帝国内紛の影響を受け、混乱した状態にあった。第5代君主アルグの死後、チャガタイ・ウルスにはセチェン・カアン（世祖クビライ）によってバラクが送り込まれていたが、バラクはクビライを裏切ってオゴデイ・ウルスのカイドゥと同盟を組み、大元ウルス及びフレグ・ウルスと敵対するようになった。
年、バラク、カイドゥ及びジョチ・ウルスのベルケとの間で「タラス会盟」が開かれ、その席上でバラクはフレグ・ウルスに攻め込むことが決定された。しかし、バラクはカラ・スゥ平原の戦いでフレグ・ウルス君主アバカに大敗を喫し、その権勢は失墜した。そのため、チャガタイ王家の1人ニグベイが叛旗を翻し、バラク死後にチャガタイ・ウルス君主の座についた。
『五族譜』によると、カダカイ・セチェンの息子、ナリク、ブカ・テムル、ブカの3人は何らかの理由でニグベイの命によって捕らえられていた。しかし、この3人はニグベイの軍隊と共謀して叛乱を起こし、ニグベイを殺害した後にブカ・テムルがチャガタイ・ウルス君主の座についたという。
一方、ブカ・テムルの即位に関する『集史』の記述は混乱しており、「チャガタイ・ハン紀」第2章では「バラクの死後、ニグベイが3年間皇帝位にあり、その後ブカ・テムルが皇帝位に就いた」とあるのに、同第1章ではバラクの死後君主となったのはブカ・テムルであるとし、「アバカ・ハン紀」ではニグベイはバラクの命令によってブカ・テムルの兄ナリクによって殺されたとする。これらはいくつかの事件を混同してしまった結果であり、この点で『集史』の記述は信頼できるものではないと見られている。
『ワッサーフ史』ではバラクの命令によってニグベイを討伐しようとしたのはヤサウルで、討伐はヤサウルの造反によって失敗したとされており、『集史』の伝える「ブカ・テムルの兄弟ナリクによってニグベイが殺された」という記述は誤りであると見られている。また、ニグベイの死とブカ・テムルの即位時期について、『高貴系譜』やジャマール・カルシーの記述などはヒジュラ暦671年（1272年/1273年）のことと記しており、『集史』の「ニグベイが3年間チャガタイウルス君主の座にあった」という記述も誤りと考えられている。
ヒジュラ暦671年に即位したブカ・テムルは約10年間統治し、ヒジュラ暦680年（1281年/1282年）に亡くなった。『集史』によると、狐病によって全身の毛と髭が抜け、その病によって亡くなったという。ブカ・テムルの死後、カイドゥの後ろ盾の下バラクの息子ドゥアがチャガタイウルス君主の座に就いた。ドゥアはカイドゥの死後事実上オゴデイ・ウルスを乗っ取り、長らく混乱状態にあったチャガタイ・ウルス再興を果たした。

## チャガタイの孫ブリの家系
『集史』「チャガタイ・ハン紀」によると、ブカ・テムルにはオルク・テムルとオルジェイテイという3人の息子がいたという。
- チャガタイ（Čaγatai>察合台／چغتاى Chaghatāī）
  - モエトゥケン （Mö'etüken>مواتوكان Muwātūkān ）
    - ブリ (Buri>不里／بورى Būrī)
      - アビシュカ (Abišqa>ابيشقه Abīshqa)
      - 威遠王アジキ (Aǰiqi>阿只吉／آجيقی Ājīqī)
      - カダカイ・セチェン(Qadaqai sečen>قداقی سچان Qadāqaī Sachān)
        - ナリク (Naliqu>تالیقو Nālīqū)
        - ブク (Buqu>بوقو Būqū)
        - ブカ・テムル (Buqa Temür>بوقا تیمور Būqā Tīmūr)
        - ブカ (Buqa>بوقا Būqā)

      - アフマド (احمد Aḥmad)
      - エブゲン (Ebügen>ابوكان Abūkān)